# Celestus warreni
Celestus warreni és una espècie de sauròpsid escatós de la família Anguidae endèmic de l'illa de la Hispaniola.

## Reproducció
Sembla que assoleix la maduresa sexual en arribar als 3-4 anys.

## Alimentació
És un depredador oportunista que es nodreix d'insectes, cucs, petits mamífers i d'altres rèptils.

## Hàbitat
Viu als boscos tropicals i subtropicals humits, a sota de la fullaraca i d'altres residus forestals.

## Distribució geogràfica
Es troba al nord de l'illa de la Hispaniola: República Dominicana i Haití.

## Longevitat
La seua esperança de vida registrada en captivitat és d'11 anys, tot i que hom sospita que podria arribar als 25-30 o més.

## Estat de conservació
Es troba amenaçat d'extinció a causa de la pèrdua del seu hàbitat (desforestació, activitats agrícoles, etc.), la introducció d'espècies exòtiques (com ara, mangostes, i gossos i gats assilvestrats) i la persecució a la que és sotmès per part de les poblacions humanes locals, ja que el consideren, d'una banda i erròniament, verinós, i, per l'altra, per la seua importància dins de la religió vudú. Hi ha un programa de cria en captivitat d'aquesta espècie amb molt d'èxit al Zoològic de Nashville (Tennessee, els Estats Units).